# Puzzlejuice
Puzzlejuice es un videojuego de lógica independiente lanzado en el año 2012 para iOS y producido y desarrollado por Sirvo. El juego es una combinación de Tetris, videojuegos de combinación de fichas y Boggle : los jugadores reorganizan en filas de colores similares los bloques de tetrominó que caen que luego se convierten en letras que se borran del tablero al formar palabras. El juego acelerado también incluye desafíos y potenciadores. El equipo de desarrollo estaba formado por tres personas; El programador Asher Vollmer que inicialmente desarrolló el juego solo antes de contactar al artista Greg Wohlwend para que lo aconsejara sobre la estética del juego. El musicalizador Jimmy Hinson se encargó de la música del juego.
Múltiples críticos mencionaron la dificultad que implica manejar los tres componentes del juego simultáneamente. El sitio web recopilador de reseñas de videojuegos Metacritic calificó a las reseñas como "generalmente favorables". El juego se lanzó para Android a través del editor GameClub el 19 de junio de 2020.

## Jugabilidad

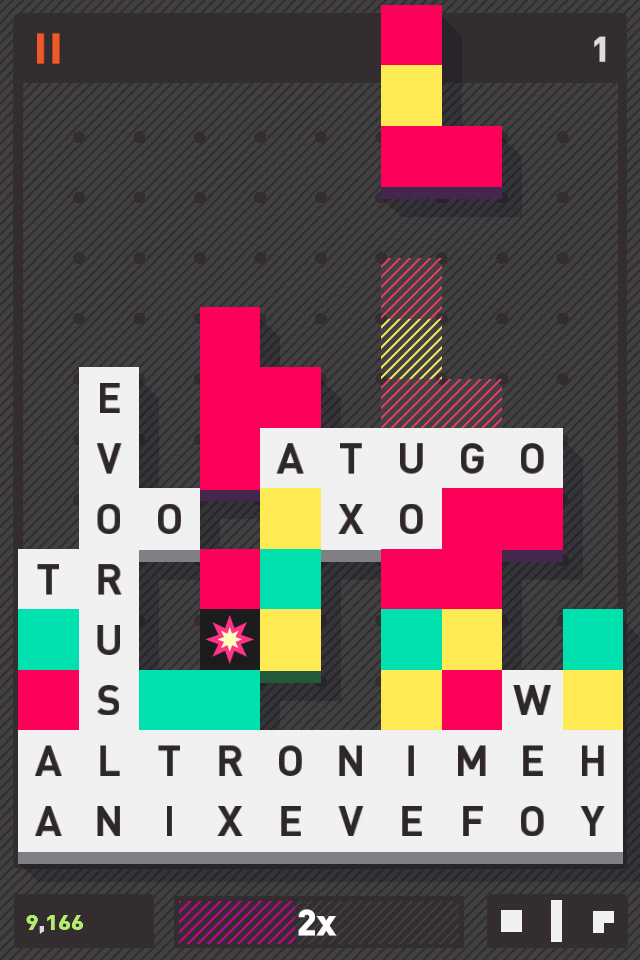
Captura de pantalla del juego

En Puzzlejuice el jugador convierte los cuadritos de los tetrominos que caen en letras, y luego esas letras en palabras y puntos.  El jugador toca y arrastra el dedo sobre la pantalla táctil para rotar y posicionar tetrominos multicolores que caen desde la parte superior de la pantalla.  Cuando el jugador completa una fila de cuadritos del mismo color, o coloca los bloques caídos de manera que se toquen cuatro o más fichas del mismo color, las fichas de colores se convierten en letras.  Los jugadores conectan esos cuadros de letras con sus ocho cuadros adyacentes (en direcciones ordinales ) para formar palabras. Las palabras de suficiente longitud desaparecen del juego así como sus mosaicos adyacentes, por lo tanto, las palabras más largas eliminan más bloques. La versión para iPhone muestra una versión ampliada del cuadrado oscurecido al ser tocado por el dedo del jugador  El juego ha sido comparado con un cruce entre Boggle, Tetris y juegos de combinación de 3 elementos. 
El juego también propone objetivos a ser cumplidos en varias partidas, como formar una palabra de seis letras o hacer desaparecer tres o más filas a la vez. Esto desbloquea potenciadores  que ocasionalmente brindan beneficios como detener la tasa de caída de nuevos tetrominos y eliminar bloques de la pantalla. Pueden seleccionarse hasta tres potenciadores en cada juego. 
El objetivo del juego es conseguir la puntuación más alta. Hay dos modos de juego: Zen y Core. Hay un límite de tiempo de 90 segundos en el modo Zen. En el modo Core, los jugadores juegan hasta que la pantalla se llene de tetrominos mal colocados, al igual que en el Tetris. Core tiene dos dificultades.  En la más fácil, se pueden formar palabras de tres letras, pero los modos más difíciles requieren formar palabras de cinco letras como mínimo.  Un multiplicador de puntuación crece mientras el jugador mantiene una combo de varias palabras creadas en sucesión y se reinicia si el jugador es demasiado lento.  Las puntuaciones se suben al Game Center. 

## Desarrollo

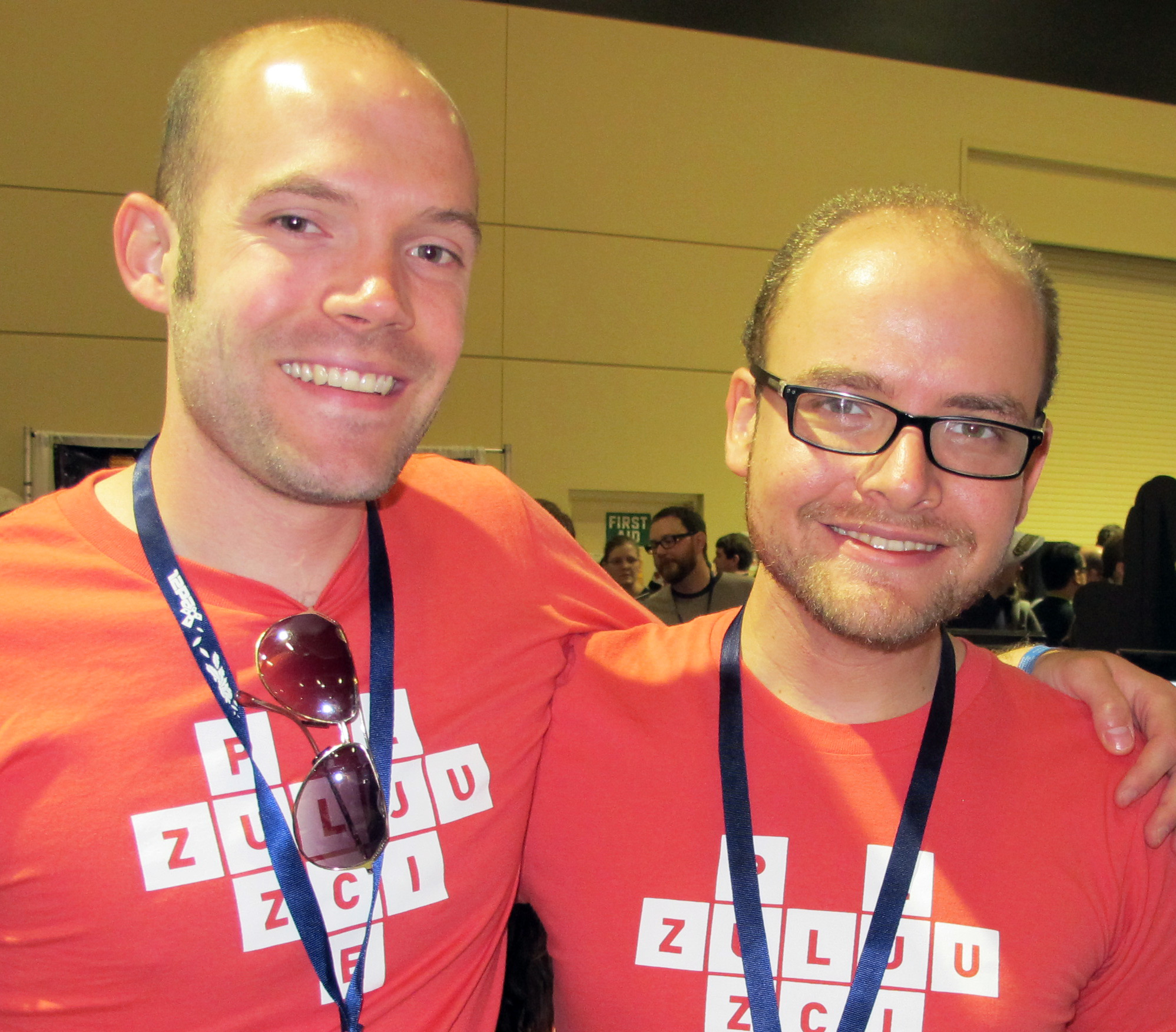
Wohlwend y Vollmer mostrando el juego en PAX 2012

Puzzlejuice fue creado por un grupo llamado Collaboratory que luego pasó a llamarse Sirvo.  El equipo de tres personas  estaba formado por el programador Asher Vollmer, el artista Greg Wohlwend y el musicalizador Jimmy Hinson.  El juego comenzó como una idea de Vollmer. Más tarde se contactó con Wohlwend para obtener consejos sobre la estética del juego, lo que resultó en una cadena de  correos electrónicos de 365 mensajes y en el producto final. Wohlwend y Vollmer no se hablaron una palabra (ni usaron un medio fuera de Gmail y Twitter) durante todo el proceso de desarrollo. El título se inspiró en lo que Vollmer describió como la cultura "EXTREMA" estadounidense de la década de 1990. Integrada, por ejemplo por el juego de mesa Crossfire y los jugosos dulces frutales de Gushers.  Un juego similar, Spelltower, fue lanzado durante el desarrollo de Puzzlejuice, pero Vollmer y Wohlwend finalmente consideraron que su juego era lo suficientemente diferente como para continuar.  Puzzlejuice fue seleccionado por el PAX 10, un destacado grupo de juegos independientes, en julio de 2012.  El juego se lanzó como aplicación para iPhone y iPad  el 19 de enero de 2012.  Vollmer expresó su interés en llevar el juego a Steam Greenlight en agosto de 2012. 
El juego recibió críticas "generalmente favorables", según el calificador de reseñas de videojuegos Metacritic . Varios críticos compararon su mecánica principal con una combinación de Boggle, Tetris y un juego de unir elementos,  como Bejeweled  o Puyo Puyo .  Al comparar los juegos de palabras, Edge lo llamó la "aventura de acción de ritmo rápido" con el "survival horror" de Spelltower . Múltiples críticos mencionaron la dificultad en cuanto a equilibrio mental de los diversos componentes del juego, la cual VideoGamer.com comparó con "hacer una cirugía a corazón abierto mientras se juega a Dance Dance Revolution ". 
Edge sugirió jugar en la dificultad más difícil del juego, que les resultó la más atractiva. La llamaron "caos... manejado con elegancia".  Harry Slater de Pocket Gamer dijo que el juego "obliga a tu cerebro a pensar de formas en que nunca antes se lo habían pedido".  Edge comparó los desafíos del juego con misiones de Jetpack Joyride y elogió la conexión entre el diseño de "urraca" de Vollmer y el "luminoso arte plano de colores pastel" de Wohlwend.  Phil Eaves de Slide to Play escribió que el jugador debería jugar con auriculares o de lo contrario perderse una "maravillosa" banda sonora de chiptune . 
Edge calificó el juego como "demasiado frenético y agotador" para volver a jugarlo con frecuencia.  Mark Brown de VideoGamer.com tuvo problemas para darse cuenta de la entrada correcta en la pantalla pequeña y, sin darse cuenta, se encontró formando palabras a partir de letras en lugar de mover bloques de color.  Eaves de Slide to Play también estaba molesto con los controles y recomendó la versión para iPad para tener espacio extra en la pantalla.  Slater de Pocket Gamer dijo que era demasiado fácil despejar el tablero con palabras de tres letras y por lo tanto la ejecución del diseño no era tan sólida como el concepto, no siendo "más que la suma de su extraña combinación de partes".  Si bien Troy Woodfield de TouchArcade calificó a su jugabilidad como "no totalmente original" en la forma en que combina tres ideas de juego conocidas, aun así consideró que la combinación era "un toque de genialidad" y recomendó enfáticamente el juego como "un respiro de aire fresco". Brown de VideoGamer.com estuvo de acuerdo en que Puzzlejuice se distinguía de la gran cantidad de juegos de su género para iOs  Eaves de Slide to Play calificó a su balance entre varios tipos de juego como "perfecto". 